# Masahiro Andō (futbolista)
Masahiro Andō (安藤 正裕 Andō Masahiro?,  nacido el 2 de abril de 1972 en Sakado, Saitama) es un exfutbolista japonés. Jugaba de defensa o centrocampista y su último club fue el Omiya Ardija de Japón. Además jugó para la selección de fútbol de Japón.

## Carrera

### Clubes
Andō nació en Sakado el 2 de abril de 1972. Después de graduarse de la Universidad Kokushikan, se unió al Shimizu S-Pulse, club de la J1 League, en 1995. Se convirtió en jugador regular como centrocampista derecho desde 1996. Con este equipo ganó la Copa J. League 1996. Sin embargo, sus oportunidades para jugar disminuyeron en detrimento de Daisuke Ichikawa en 1999. En octubre de 1999, se fue al conjunto rival del Shimizu S-Pulse, Júbilo Iwata. En el conjunto celeste, en la temporada 1999, dio la vuelta olímpica en frente del S-Pulse por la final del campeonato de liga. En junio de 2000, se fue cedido a préstamo a Yokohama F. Marinos. En 2001, se unió a Omiya Ardija, club de la J2 League y disputó partidos con frecuencia. En 2002, se decidió su traspaso a Gamba Osaka. No obstante, apenas podía participar. En septiembre de 2002, se fue nuevamente a un club recién ascendido a la J1 League, Vegalta Sendai, y completó muchos partidos como defensor lateral derecho. En 2003, retornó a Omiya Ardija. A pesar de que jugaba regularmente, se marchó en octubre a Kyoto Purple Sanga para competir en J1. Sin embargo, en este club no pudo encontrar continuidad y perdió la categoría. En 2004, comenzó su tercer ciclo en Omiya Ardija. Volvió a disputar cotejos con frecuencia y el club ascendió a J1 para 2005. Ya en primera división, sus chances para mostrarse en el campo de juego disminuyeron y se retiró al término de la temporada 2005.

### Selección nacional
En junio de 1999, Andō fue convocado para formar parte de la Selección de fútbol de Japón en la Copa América 1999. En este torneo, debutó el 2 de julio contra Paraguay.

## Trayectoria

### Clubes
| Club                           | País  | Año         |
| ------------------------------ | ----- | ----------- |
| Shimizu S-Pulse                | Japón | 1995 - 1999 |
| Júbilo Iwata                   | Japón | 1999 - 2000 |
| Yokohama F. Marinos (préstamo) | Japón | 2000        |
| Omiya Ardija                   | Japón | 2001        |
| Gamba Osaka                    | Japón | 2002        |
| Vegalta Sendai                 | Japón | 2002        |
| Omiya Ardija                   | Japón | 2003 - 2005 |
| Kyoto Purple Sanga (préstamo)  | Japón | 2003        |

### Selección nacional
| Selección | País  | Año  |
| --------- | ----- | ---- |
| Absoluta  | Japón | 1999 |

## Estadísticas

### Clubes
| Rendimiento de club | Rendimiento de club | Rendimiento de club | Liga     | Liga  | Copa               | Copa               | Copa de la Liga | Copa de la Liga | Total    | Total |
| Año                 | Club                | Liga                | Partidos | Goles | Partidos           | Goles              | Partidos        | Goles           | Partidos | Goles |
| Japón               | Japón               | Japón               | Liga     | Liga  | Copa del Emperador | Copa del Emperador | Copa J. League  | Copa J. League  | Total    | Total |
| ------------------- | ------------------- | ------------------- | -------- | ----- | ------------------ | ------------------ | --------------- | --------------- | -------- | ----- |
| 1995                | Shimizu S-Pulse     | J1 League           | 7        | 0     | 0                  | 0                  | -               | -               | 7        | 0     |
| 1996                | Shimizu S-Pulse     | J1 League           | 30       | 0     | 3                  | 0                  | 16              | 0               | 49       | 0     |
| 1997                | Shimizu S-Pulse     | J1 League           | 32       | 2     | 3                  | 0                  | 6               | 0               | 41       | 2     |
| 1998                | Shimizu S-Pulse     | J1 League           | 30       | 2     | 5                  | 0                  | 5               | 1               | 40       | 3     |
| 1999                | Shimizu S-Pulse     | J1 League           | 16       | 2     | 0                  | 0                  | 3               | 1               | 19       | 3     |
| 1999                | Júbilo Iwata        | J1 League           | 4        | 0     | 3                  | 0                  | 0               | 0               | 7        | 0     |
| 2000                | Júbilo Iwata        | J1 League           | 0        | 0     | 0                  | 0                  | 0               | 0               | 0        | 0     |
| 2000                | Yokohama F. Marinos | J1 League           | 7        | 0     | 0                  | 0                  | 1               | 0               | 8        | 0     |
| 2001                | Omiya Ardija        | J2 League           | 44       | 5     | 1                  | 0                  | 2               | 0               | 47       | 5     |
| 2002                | Gamba Osaka         | J1 League           | 2        | 0     | 0                  | 0                  | 1               | 0               | 3        | 0     |
| 2002                | Vegalta Sendai      | J1 League           | 12       | 0     | 2                  | 0                  | 0               | 0               | 14       | 0     |
| 2003                | Omiya Ardija        | J2 League           | 36       | 3     | 0                  | 0                  | -               | -               | 36       | 3     |
| 2003                | Kyoto Purple Sanga  | J1 League           | 3        | 0     | 1                  | 0                  | 0               | 0               | 4        | 0     |
| 2004                | Omiya Ardija        | J2 League           | 44       | 1     | 2                  | 0                  | -               | -               | 46       | 1     |
| 2005                | Omiya Ardija        | J1 League           | 4        | 0     | 0                  | 0                  | 0               | 0               | 4        | 0     |
| País                | Japón               | Japón               | 271      | 15    | 20                 | 0                  | 34              | 2               | 326      | 17    |
| Total               | Total               | Total               | 271      | 15    | 20                 | 0                  | 34              | 2               | 326      | 17    |

### Selección nacional
| Selección de Japón | Selección de Japón | Selección de Japón |
| Año                | Part.              | Goles              |
| ------------------ | ------------------ | ------------------ |
| 1999               | 1                  | 0                  |
| Total              | 1                  | 0                  |

### Participaciones en Copa América
| Copa              | Sede     | Resultado    | Partidos | Goles |
| ----------------- | -------- | ------------ | -------- | ----- |
| Copa América 1999 | Paraguay | Primera fase | 1        | 0     |

## Palmarés

### Títulos nacionales
| Título             | Club            | País  | Año  |
| ------------------ | --------------- | ----- | ---- |
| Copa J. League     | Shimizu S-Pulse | Japón | 1996 |
| J1 League          | Júbilo Iwata    | Japón | 1999 |
| Supercopa de Japón | Júbilo Iwata    | Japón | 2000 |

### Títulos internacionales
| Título              | Club (*)     | Sede | Año  |
| ------------------- | ------------ | ---- | ---- |
| Supercopa de la AFC | Júbilo Iwata | Yeda | 1999 |

(*) Incluyendo la Selección